# Máximo Humbser Zumarán
Máximo Humbser Zumarán (26 de junio de 1898-22 de agosto de 1952) fue un destacado personaje de la época en Santiago, profesional y con una extensa agenda social fue gerente de empresas mineras, miembro del Club de la Unión, organizador de la defensa civil y bombero destacado, donde llegó a ser Comandante del Cuerpo de Bomberos de Santiago en dos ocasiones. Estuvo casado con la Sra. Laura Pinochet.

## Vida de Bombero
El 18 de junio de 1915 ingresa como voluntario al Cuerpo de Bomberos de Santiago. donde se destacó notablemente ocupando todos los cargos de mando de la institución llegando a ser elegido Comandante del Cuerpo en dos oportunidades de 1940 a 1944 y de 1951 al 22 de agosto de 1952 donde muere en un trágico accidente en el incendio de Serrano y Padre Alonso de Ovalle, pasando a ser el primer comandante del Cuerpo de Bomberos de Santiago que muere en un acto de servicio.
En 1951 hubo algunos problemas en la elección de Comandante y las Compañías, por unanimidad eligieron al Director Honorario don Máximo Humbser. El ya había servido ese cargo por cuatro años desde 1940 y lo había desempeñado con singular eficiencia. A pesar de su edad madura y de los sacrificios que ya había experimentado y que nuevamente se le imponían aceptó diciendo:

Este nuevo sacrificio que me pide la institución lo ofrezco a los voluntarios jóvenes para que, con mi ejemplo, formen su personalidad bomberil y sepan que al Cuerpo de Bomberos hay que servirlo cada vez que lo requiera. Deseo también dar un ejemplo a aquellos voluntarios que, por el hecho de haber obtenido la calidad de honorarios, especialmente, les pido continuar trabajando en las filas y cooperar a la labor de los activos con su consejo y experiencia.
Máximo Humbser

El comandante Humbser siempre se destacó por ser un hombre visionario y en sus años al mando de la institución dirigió al cuerpo en esa senda siendo el precursor de la compra de carros con escala mecánica al país y la renovación de muchos carros de la época, también propuso implementar un sistema de alarmas activadas por medio de teléfonos directamente conectados con la central de bomberos ubicados en distintos puntos de la ciudad.

### Hoja de vida bomberil
- 18 de junio de 1915 ingresa a la 6.ª compañía del CBS "Salvadores y Guardias de la Propiedad" (especialidad escala) de la que se retira más tarde.
- 14 de abril de 1919 ingresa a la 5.ª compañía del CBS "Bomba Arturo Prat" (especialidad Agua).
- Maquinista (1921-1922, 1925, 1930-1931)
- Secretario (1929)
- Inspector general (1933-1934)
- Teniente 1.º (1924, 1927-1928)
- Capitán (1931-1932, 1939-1940)
- 2.º comandante (1934-1936)
- Comandante(1940-1944)
- Director electo (1939)
- Director honorario (1944)
- Miembro Junta de Disciplina (1949-1951)
- Comandante(1951 al 22 de agosto de 1952+)

### Relato del incendio
A las 2.30 de la madrugada del viernes 22 de agosto de 1952 se dio la alarma de incendio. El fuego apareció al interior de una propiedad ubicada en Serrano Nº79.
El incendio fue violento pero antes de una hora las Compañías lo habían dominado. La Quinta armó cuatro pitones. El Comandante ordenó al Capitán Hernán Swinburn que hiciera retroceder a dos de ellos por haberse situado en una ubicación que a juicio del comandante era peligrosa. El viejo edificio amenazaba derrumbarse y el Comandante ordenó a todas Compañías cortar el agua para efectuar una inspección personal del inmueble. Se le vio subir al segundo piso acompañado sólo de sus ayudantes. De pronto desde la calle se escuchó el estrépito del derrumbe y una voz que gritaba ¡Cayó el Comandante!. Bajo una montaña de escombros quedaron aprisionados el Comandante Humbser y su Ayudante don Raúl Rodríguez Vidal de la Doce Cía. Este fue rescatado con vida después de larga y peligrosa labor ya que otras murallas amenazaban desplomarse sobre el mismo sitio. Más tarde declararía "La misma columna que mató a mi comandante fue la que me protegió a mi".
Al fin pudo descubrirse un brazo del infortunado Comandante. Los Cirujanos de la Quinta y de la Undécima Cía. doctores Prieto y Raffo le tomaron el pulso antes de lograr extraer totalmente el cuerpo y confirmaron su muerte. Después de más de una hora de incesante trabajo se pudo sacar su cadáver cuyas insignias de mando mostraban las huellas de la tragedia.
Se le llevó a la Asistencia Pública y de ahí al cuartel de la Quinta. Así se cumplían sus terminantes disposiciones de que sus restos se velaran en la Compañía, pero por su calidad de Jefe de la Institución debió rendírsele los honores correspondientes en el Cuartel General.

## Honores
El 29 de octubre de 1958, la colectividad alemana residente en la capital de Chile fundó la 15° Compañía del Cuerpo de Bomberos de Santiago, con la cual se decidió honrar permanentemente la memoria del Comandante, dándole su nombre a la Compañía recién formada y quedando como 15. Deutsche Feuerwehrkompanie "Máximo Humbser"
Además se nombró una calle de la comuna de Santiago.[cita requerida]